# Urovica
Urovica (cyr. Уровица) – wieś w Serbii, w okręgu borskim, w gminie Negotin. W 2011 roku liczyła 831 mieszkańców.